# X-33 (航空機)
X-33はアメリカ合衆国が開発していた再使用型宇宙往還機の無人実験機。アメリカ航空宇宙局 (NASA) とロッキード・マーティンが開発していた。スペースシャトルの後継機の一案であるベンチャースターの実証モデルであった。開発中止となり実機は完成しなかった。

## 概要

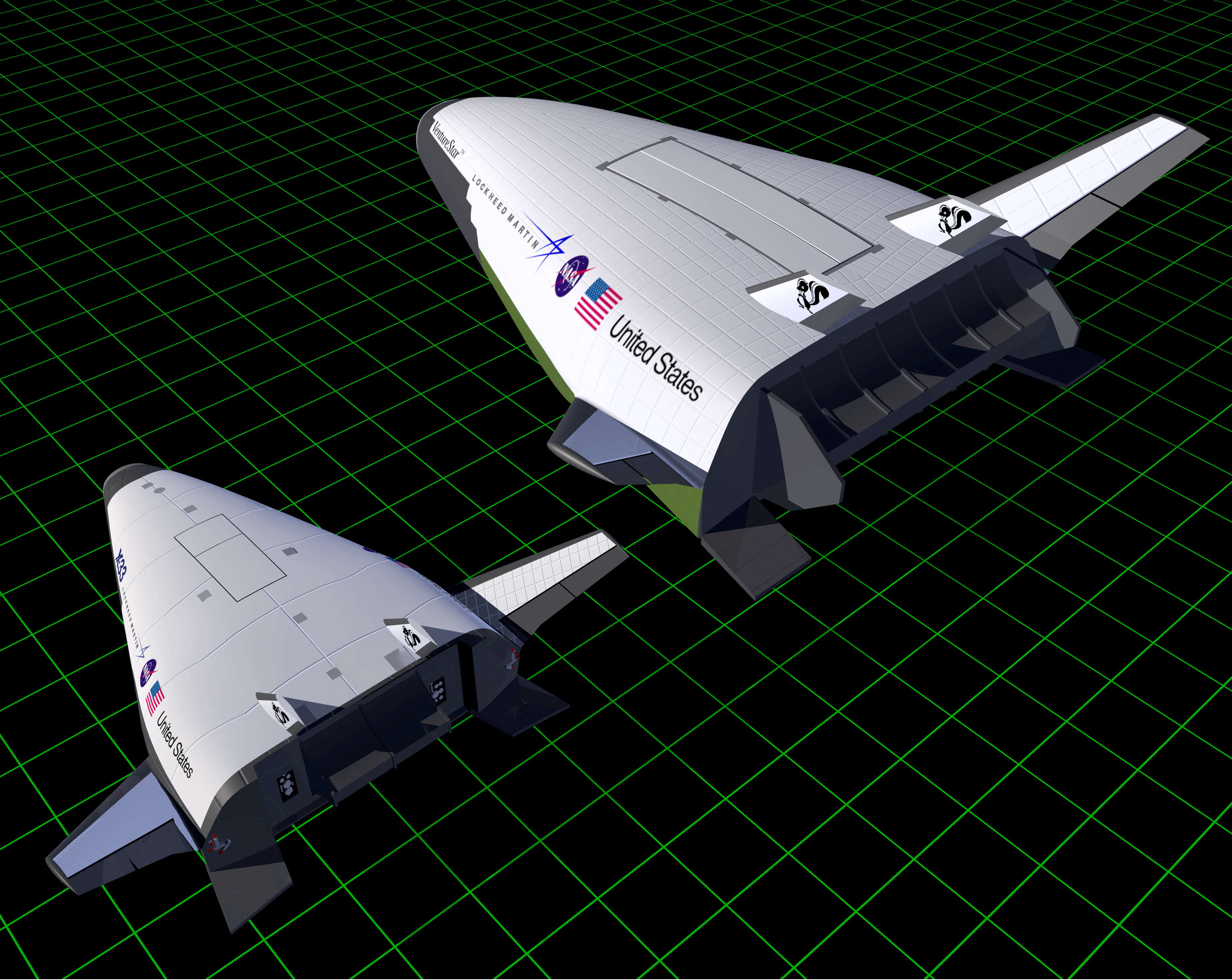
X-33（左）とベンチャースター（右）

1990年代にNASAは、スペースシャトルの後継として単段式宇宙往還機 (SSTO) を構想し、ベンチャースターと呼ばれる宇宙往還機の開発検討がなされた。ベンチャースターの開発には、新しいロケットエンジンや耐熱素材の新規研究を行う必要があり、2分の1スケールの無人実験機を設計した。この無人実験機がX-33である。
X-33はリフティングボディであるために主翼がなく、垂直尾翼2枚とV字尾翼2枚を持つ。エンジンは液体酸素・液体水素を用いるリニアエアロスパイクエンジンである。垂直打上げを行い、水平飛行により着陸が行なわれる。試験はエドワーズ空軍基地に専用施設を建設し、そこで打ち上げを行なうことが予定され、15回の飛行が計画されていた。実験機であるために、軌道到達能力は有する計画ではなかった。また、信頼性もスペースシャトルより高いものを求めた。
開発・設計は1996年2月よりスカンクワークスにおいて開始されたが、重量過多と技術的困難なために2001年3月に中止された。組み立ては85%、部品は96%、打上げ施設は100%の進捗状況であった 。複合材製の液体水素タンクの性能に問題があり、従来のアルミニウム製のタンクと比較してもSSTOの実現に必要なほど軽量化が行なえなかった。
NASAはキャンセルまでに、9億2200万ドルを費やしている。